# Ilijan Jordanow
Ilijan Jordanow (bulgarisch Илиян Йорданов; * 3. April 1989 in Pasardschik, Bulgarien) ist ein bulgarischer Fußballspieler, der auf der Stürmer- und Mittelfeldposition eingesetzt werden kann.

## Karriere
Jordanow begann mit dem Fußballspielen in seiner Heimat in Bulgarien. Er spielte bis 2009 bei Botew Plowdiw in der ersten bulgarischen Liga.
Danach wechselte er eine Liga tiefer zu FC Ljubimez 2007 und absolvierte hier 43 Meisterschaftseinsätze. Nach zwei weiteren Aufenthalten in Lokomotive Plowdiw und Lewski Sofia, wechselte Jordanow in der Winterpause 2013/14 in die zweite türkische Liga zu Denizlispor.
Seinen ersten Profieinsatz in der Liga hatte er bereits vier Tage nach seinem bekannt gewordenen Wechsel gegen Samsunspor.
Im Oktober 2015 wechselte er zu seinem alten Verein Lokomotive Plowdiw zurück. Schon Anfang 2016 verließ er den Klub wieder und heuerte beim FK Borac Čačak in Serbien an. Er kam jedoch nur auf drei Kurzeinsätze und kehrte im Sommer 2016 nach Bulgarien zurück, wo er beim FC Wereja Stara Sagora unterschrieb. Der Verein war gerade in die A Grupa aufgestiegen. Er erreichte mit seiner Mannschaft in der Abstiegsrunde den Klassenerhalt. Seit Sommer 2018 spielt er für Zarsko Selo Sofia in der B Grupa.